# Bureau Internazionale delle Organizzazioni Giovanili Rivoluzionarie
Il Bureau Internazionale delle Organizzazioni Giovanili Rivoluzionarie (BIOGR, in tedesco Internationales Büro Revolutionärer Jugendorganisationen, in francese Bureau International des Organisations Révolutionnaires des Jeunes), in francese , fu una organizzazione internazionale della gioventù socialista fondata nel 1934 come organizzazione giovanile del Bureau di Londra.
Il congresso di fondazione si tenne nei Paesi Bassi, ospitato dal Partito Socialista Indipendente dei Paesi Bassi (OSP). Il congresso venne tuttavia disciolto dalla polizia olandese, ed i delegati stranieri vennero deportati, tra cui i delegati tedeschi, che furono deportati in Germania. Il congresso è stato poi riconvocato a Lilla. In seguito il congresso elesse un ufficio (o Bureau), con un rappresentante per ogni organizzazione partecipante, e una Segreteria. La Segreteria era composta da tre membri, di cui uno proveniente dal Partito Socialista Operaio di Germania (SAPD), Willy Brandt, uno dalla Opposizione di sinistra internazionale, Heinz Epe, e uno dal Partito Socialista di Svezia (SSP).
La segreteria del Bureau Internazionale delle Organizzazioni Giovanili Rivoluzionarie aveva sede in Scandinavia. Il Bureau della segreteria si trovava a Malmö ed a Stoccolma, mentre Epe aveva il suo quartier generale ad Oslo, in Norvegia.
Il BIOGR pubblicava l'Internationales Jugend-Bulletin (Bollettino Giovanile Internazionale).
Nel 1935 i trotzkisti dell'Opposizione di sinistra internazionale furono espulsi dall'organizzazione, per avere iniziato ad intraprendere collettivamente l'entrismo nei principali partiti operai, il che era in contrasto con le ambizioni del BIOGR e del Bureau di Londra, che invece volevano costituire una nuova Internazionale.

## Elenco dei partiti le cui organizzazioni giovanili erano parte del BIOGR (lista incompleta)
- Svezia - Partito Socialista (SSP, Svezia)
- Germania - Partito Socialista Operaio di Germania (SAPD)
- Stati Uniti - Communist League of Struggle (Stati Uniti) (fino al 1935)
- Paesi Bassi - Partito Socialista Indipendente (Paesi Bassi) (OSP)
- Spagna - Partito Operaio di Unificazione Marxista (POUM)
- Internazionale - Opposizione di sinistra (espulsa nel 1935)